# جواد فروغی

تجلیل وزیر ورزش از جواد فروغی

جواد فروغی (زاده ۲۰ شهریور ۱۳۵۸) ورزشکار تیراندازی اهل ایران است. وی در تیراندازی با تپانچه ۱۰ متر مردان المپیک تابستانی ۲۰۲۰ همچنین با کسب امتیاز ۲۴۴٫۸ رکورد المپیک را نیز شکست. او با ۴۱ سال سن به عنوان مسن‌ترین مدال‌آور تاریخ ورزش ایران در المپیک‌ها لقب گرفت. وی در چهاردهمین دوره از قهرمانی‌های تیراندازی آسیا ۲۰۱۹ که در دوحه، قطر برگزار شد، توانست سهمیه المپیک را به دست بیآورد.
وی همچنین در قهرمانی آسیا ۲۰۱۹ توانست ۲ مدال برنز، یکی در تپانچه بادی ۱۰ متر مردان و دیگری در تپانچه میکس تیمی (به همراه گلنوش سبقت‌الهی) به‌دست‌آورد.

## زندگی شخصی
جواد فروغی در ۲۰ شهریور ۱۳۵۸ در دهلران به دنیا آمد.

## آغاز تیراندازی
جواد فروغی فارغ‌التحصیل رشته پرستاری و جزو کادر درمان بیمارستان بقیةالله است که تیراندازی را در سن ۳۱ سالگی به صورت اتفاقی از طبقه منفی دو بیمارستان شروع کرده‌است. او پیشتر در این باره گفته بود:
«تیراندازی را در طبقه منفی دو بیمارستان به صورت کاملاً اتفاقی شروع کردم. برای اولین بار سال ۱۳۸۹ یا ۱۳۹۰ بود که تپانچه بادی را به من نشان دادند تا تیراندازی کنم، در همان تجربه اول حدود امتیاز ۸۵ زدم و کسی که مسئول بود از من خواست تا پیگیر باشم. تشویق او باعث شد تا سراغ تیراندازی بروم.

## حضور در جنگ سوریه
وی از اعضای سپاه پاسداران انقلاب اسلامی بوده‌است که به گفتهٔ خودش از سال ۱۳۹۲ تا ۱۳۹۴ یکی از پرستاران حاضر در جنگ سوریه بود.

## المپیک ۲۰۲۰
جواد فروغی در نخستین روز مسابقات المپیک توکیو در رشته تپانچه بادی ۱۰ متر مردان با کسب رکورد ۲۴۴٫۸ مدال طلا را کسب کرد و رکورد المپیک را شکست. همچنین او زودهنگام‌ترین مدال المپیک را برای ایران کسب کرد و مسن‌ترین مدال‌آور تاریخ ورزش ایران در المپیک شد. پیش از او محمود نامجوی در المپیک ۱۹۵۶ ملبورن با ۳۸ سال سن به مدال برنز رسیده بود تا مسن‌ترین مدال‌آور ورزش ایران باشد. فروغی پس از قهرمانی گفت «من مدالی بالاتر از مدال المپیک نمی‌توانم به دست بیاورم و بالاتر از آنهم وجود ندارد. این مدالم را به امام زمان و رهبرم تقدیم می‌کنم.»
| میزبان      | ورزشکار    | رویداد                       | مقدماتی | مقدماتی | فینال       | فینال       |
| میزبان      | ورزشکار    | رویداد                       | امتیاز  | رتبه    | امتیاز      | رتبه        |
| ----------- | ---------- | ---------------------------- | ------- | ------- | ----------- | ----------- |
| توکیو، ژاپن | جواد فروغی | تپانچه بادی ۱۰ متر           | ۵۷۶     | ۵       | ۲۴۴/۸       | 1           |
| توکیو، ژاپن | جواد فروغی | تپانچه بادی ۱۰ متر تیمی میکس | ۶۸۲     | ۵       | راه نیافتند | راه نیافتند |

او روی سکوی قهرمانی، با چفیه‌ای که دور گردنش پیچیده و زیر گرمکن قرار گرفته بود، ظاهر شد. به گفته رئیس فدراسیون تیراندازی، آقای فروغی از پرسنل سپاه پاسداران است، موضوعی که بلافاصله در شبکه‌های اجتماعی بازتاب یافت.

### واکنش‌ها
- غلامرضا سلیمانی رئیس سازمان بسیج مستضعفین از اولین مقاماتی بود که قهرمانی فروغی را به «امام زمان» و علی خامنه‌ای تبریک گفت و صداوسیمای جمهوری اسلامی از فروغی به عنوان «مدافع حرم» نام می‌برد که «مدافع سلامت» است.[۲]
- روزنامه بیلد آلمان با تیتر آیا تیرانداز قهرمان ایران یک سرباز تروریست است؟ آیا روی این طلا خون وجود دارد؟ به دریافت مدال توسط فروغی واکنش نشان داد.[۲۰]